# يوميات النوم
يوميات النوم هو تسجيل لأوقات نوم واستيقاظ الفرد بالإضافة إلى المعلومات المتعلقة بذلك، خلال مدة زمنية تمتد لعدة أسابيع وهو تسجيل ذاتي أي يقوم الفرد بذلك لنفسه أو قد يكون من قبل الشخص الموكل برعاية هذا الشخص.
يوميات النوم أو سجل النوم هي أداة تستخدم من قبل الأطباء والمرضى. وهي مصدر مفيد في التشخيص والعلاج خاصة لمن يعانون من اضطرابات يومية في نمط نومهم وتستخدم أيضًا في مراقبة ما إذا كان العلاج المقدم لهم ولمن يعانون من اضطرابات أخرى في النوم فعال أم لا.
وقد تستخدم هذه الوسيلة أيضًا بالتزامن (أي بنفس الوقت) مع وسيلة أخرى وهي ال«أكتيجرافي» بالانجليزية actigraphy (وهي وسيلة لرصد وتسجيل فترات الراحة / النشاط البشري).
بالإضافة إلى كونها أدة مفيدة للمهنيين الطبيين في تشخيص مشاكل النوم وتساعد أيضًا في جعل الأفراد أكثر وعيًا على العوامل التي تؤثر نومهم.
هذه البيانات لوحدها قد تساعد الناس في تشخيص أنفسهم لمعرفة ما الأشياء التي تساعدهم لنوم بشكل أفضل.

## المكونات
المعلومات المستخدمة في هذه اليوميات تتضمن:
- الوقت الذي يستغرقه الشخص للاستيقاظ
- الوقت الذي يستيقظ عليه الشخص
- إذا كان الشخص يستيقظ بشكل تلقائي دون حاجته لساعة منبهة أو بأي وسيلة أخرى
- الوقت الذي يقوم به الشخص عن السرير
- الكلمات التي يصف بها الشخص يومه أو مزاجه مثل أنه يشعر بالنعاس وتكون لتلك الكلمات عادة مقياس من 1 إلى 5
- وقت بداية ونهاية أي قيلولة أو نشاط نهاري اخر
- اسم وجرعة ووقت تناول لأي ادوية مستخدمة من مساعدات للنوم أو كافيين أو كحول
- وقت وكمية المتناولة من (ثقل) وجبة العشاء
- الأنشطة التي يقوم بها الشخص قبل وقت النوم من التأمل ومشاهدة التلفزيون ولعب ألعاب الكمبيوتر
- مستوى الإجهاد للشخص قبل النوم ويكون عادة لها مقياس من 1 إلى 5
- الوقت الذي يستغرقه الشخص في محاولة النوم
- الوقت الذي يعتقد الشخص أن النوم بدأ به
- النشاط خلال الفترتين (المذكورتين في النقطتين 11 و12) مثل هل عيونه ما زلت مغلقة والتأمل وغيره
- ما الأسباب التي يفترض الشخص أنها وراء استيقاظه خلال فترات نومه وما نوع الانشطة التي يمارسها خلال هذه الفترات وكم عدد المرات التي يستيقظ بها في الليل
- مدى جودة النوم
- مستوى الراحة للشخص عند رؤيته لأحلام أو كوابيس

سجل النوم عادة ما يتم رسمه على ورق الرسم البياني حيث يتم تمثيل كل أسبوع في ورقة خاصة وهناك برمجيات متخصصة لإنشاء هذا السجل حيث تستخدم جداول لهذه البيانات وقواعد للبيانات. الخدمات عبر الإنترنت قد تستخدم أيضًا لتسجيل أنماط النوم